# 伊戈尔·希尼奇
伊戈尔·希尼奇（1975年12月4日—），克罗地亚男子水球运动员。他曾代表克罗地亚国家队参加1996年、2000年、2004年、2008年和2012年夏季奥林匹克运动会水球比赛，获得一枚金牌和一枚银牌。